# Rosnice (Všestary)
Rosnice (německy Rosnitz) jsou vesnice, část obce Všestary v okrese Hradec Králové. Nacházejí se asi 1 km na jih od Všestar. V roce 2009 zde bylo evidováno 77 adres. V roce 2001 zde trvale žilo 153 obyvatel.
Rosnice leží v katastrálním území Rosnice u Všestar o rozloze 4,2 km2.

## Historie
První písemná zmínka o obci pochází z roku 1345.

## Pamětihodnosti
- pomník Žižkův stůl